# Samuel Mather
Samuel Mather (geboren am 13. Mai 1626 in Much Woolton, Lancashire; gestorben am 29. Oktober 1671 in Dublin) war ein puritanischer Geistlicher und Theologe.

## Leben
Mather war der zweitälteste von sechs Söhnen des puritanischen Geistlichen Richard Mather, der mitsamt seiner Familie 1635 nach Massachusetts auswanderte und dort als langjähriger Pfarrer von Dorchester einer der bedeutendsten geistlichen Führer dieser Kolonie wurde. Bis in die dritte Generation stellten die Mathers eine der mächtigsten und die geistig wohl einflussreichste Familie Neuenglands dar, woran auch Samuel Mather einigen Anteil hatte. Er studierte am 1635 gegründeten Harvard College, wurde dort 1643 zum M.A graduiert und 1650 zum ersten der fünf Fellows des Colleges ernannt. Als Prediger wirkte er an der Second Church im Norden Bostons, schlug aber das Angebot aus, ihr Pfarrer zu werden – ein für die Kirchengeschichte Neuenglands außerordentlich wichtiges Amt, das später sein Bruder Increase Mather (von 1664 bis 1723) und sein Neffe Cotton Mather (von 1685 bis 1728) innehatten.
1650 zog er nach England zurück und wurde im puritanischen Interregnum ein gefragter Prediger. Zunächst wurde er zum Kaplan des Londoner Bürgermeisters Thomas Andrewes ernannt, dann zu einem der Kaplane des Magdalen College der University of Oxford. 1653 legte er sein Amt nieder und predigte fortan vor allem in Schottland und – im Gefolge Henry Cromwells – in Irland. 1656 wurde er in Dublin zunächst zu einem Fellow des Trinity College ernannt und im Oktober dieses Jahres als Pfarrer der nun kongregationistisch verfassten Kirche St. Nicholas ordiniert, und teilte dieses Amt fortan mit Samuel Winter. Nach der Restauration des Hauses Stuart wurde er im Oktober 1660 suspendiert, nachdem er in seinen Predigten den neuen König Charles II. scharf angegriffen hatte. Laut Cotton Mather, der seinem Onkel in seinen monumentalen Magnalia Christi Americana, dem wichtigsten Werk der frühen neuenglischen Kirchengeschichte, ein Kapitel widmete, wandte er sich in diesen Predigten zudem gegen die Wiedereinführung einer symbolisch verbrämten Liturgie. Hierzu zählte Mather in bewährter puritanischer Manier etwa Kirchenmusik, „falsche“ Feste wie Weihnachten, und die Vorstellung von Kirchengebäuden als sakrale Gotteshäuser. In besonders scharfen Worten wandte er sich gegen das Kreuzzeichen:

“He argued against the sign of the cross in baptism, that whatever was to be said against oyl, cream, salt, spittle, therein is to he said against the cross, which indeed never had been used, in the worship of God, as oyl had been of old. That there is as much cause to worship the spear that pierced our Lord, as the cross which hanged him, or that it were as reasonable, to scratch a child's forehead with a thorn, to shew that it must suffer for him, who wore a crown of thorns: that the cross thus employed is a breach of the second commandment in the very letter of it, being an image in the service of God of man's devising, and fetch’d, as Mr. Parker says, from the brothel-house of God's greatest enemy.”

Er kehrte zunächst nach England zurück und wurde Kurat in Burtonwood in Lancashire, wurde mit dem Erlass des Uniformity Act 1662 jedoch auch dieses Amtes enthoben, und ließ sich daraufhin wiederum in Dublin nieder. Hier scharte er eine Gemeinde um sich, die sich zunächst in seinem Wohnhaus, später in einem meeting-house in der New Row traf. Im September 1664 wurde er ob dieser Umtriebe zwischenzeitlich inhaftiert, kam aber bald wieder frei. Er starb am 29. Oktober 1671 und wurde auf dem Friedhof von St. Nicholas beigesetzt.

## Werk
Mathers bedeutendstes Werk ist The Figures Or Types of the Old Testament, eine systematische Abhandlung über die biblische Typologie. Sie erschien 1673, also postum, in London, herausgegeben von seinem jüngeren Bruder Nathanel Mather, und beruht auf Predigten, die er zwischen März 1666 und Februar 1668 in Dublin gehalten hatte. Das Werk stieß in nonkonformistischen Kreisen offenbar auf ein breites und langanhaltendes Interesse. 1705 erschien eine zweite Auflage, eine dritte noch 1834, allerdings von einer gewissen Catherine Fry Wilson in weiten Teilen umgeschrieben.

## Schriften
- The Figures Or Types of the Old Testament: By Which Christ and the Heavenly Things of the Gospel Were Preached and Shadowed to the People of God of Old. Explain’d and Improv’d in Sundry Sermons. London 1673; zweite Auflage: Nath. Hillier, London 1705.